# Pinus echinata
Pinus echinata là một loài thực vật hạt trần trong họ Thông. Loài này được Mill. miêu tả khoa học đầu tiên năm 1768.